# Ctenomys leucodon
Espèce
Statut de conservation UICN

 LC  : Préoccupation mineure
Ctenomys leucodon est une espèce qui fait partie des rongeurs de la famille des Ctenomyidae. Comme les autres membres du genre Ctenomys, appelés localement des tuco-tucos, c'est un petit mammifère d'Amérique du Sud bâti pour creuser des terriers. On rencontre C. leucodon en Bolivie et au Pérou.
L'espèce a été décrite pour la première fois en 1848 par le zoologiste britannique George Robert Waterhouse (1810-1888).